# El niño y el Papa
El niño y el Papa es una película mexicana de 1986 dirigida por Rodrigo Castaño y protagonizada por Christopher Lago, Verónica Castro, Andrés García y Carmenza Duque. Fue estrenada en febrero de 1987, meses después de la visita del papa Juan Pablo II a Colombia.

## Sinopsis
En un barrio humilde de la Ciudad de México, Ángel (Christopher Lago), vivía junto a su mamá Alicia (Verónica Castro), que era ama de casa y se desempeñaba como costurera, el gran sueño de ella era que su hijo estudiara y recibiera título de licenciado. Cuando Ángel se dirigía a la escuela, un fuerte terremoto azotó la ciudad, dejando miles de muertos y damnificados, entre ellos Ángel y su madre. Ángel, en su desesperación, decide caminar hasta la basílica de la virgen de Guadalupe para pedir por su mamá desaparecida, al mismo tiempo que ella es auxiliada por Carlos (Andrés García) un médico del hospital. Mientras el niño sale de la iglesia, ve una estatua del papa Juan Pablo II y un sacerdote le dice que la próxima visita del Papa será a Colombia.
Decide dirigirse al registro de personas desaparecidas, allí se da cuenta de que el nombre de su madre no figuraba entre las personas halladas y que él debía ser enviado a un orfanato, al oír esto, decidió huir, llegando de casualidad al aeropuerto, donde se dio cuenta de que quería viajar a Colombia con el fin de conocer al Papa, finalmente aborda, como polizón, un avión rumbo a dicho país. Al llegar a Colombia, unas azafatas lo hallaron escondido en un baño del avión y lo entregaron a una mujer para que se hiciera cargo, pero el niño escapa. Al día siguiente, se dirige a un puesto de comidas y es visto por Carmen (Carmenza Duque), quien trabajaba como vendedora en dicho lugar, cuando ella le ofrece una patata, el niño toma un pedazo de "morcilla" y es de inmediato sorprendido por el dueño del negocio, cuando Carmen se dio cuenta de que él estaba agrediendo a Ángel, intervino en favor del niño y terminó por renunciar a su trabajo.
Poco tiempo después, Ángel le pide disculpas a Carmen por su mal comportamiento, hasta que ella decide perdonarlo, a continuación le explica todo lo sucedido con el terremoto y su madre (aunque en principio Carmen se muestra escéptica) e insiste para poder quedarse en su casa, ella finalmente le cree y accede a darle refugio. Por otro lado, el médico se da cuenta de que Alicia padece de Amnesia, pues no recuerda su nombre, y decide nombrarla "Guadalupe". Carmen supo que el anhelo del niño es conocer al Papa personalmente, así ella lo acompaña hasta la Plaza de Bolívar y le indica algunos de los lugares a donde debe ir para poder obtener información acerca del Papa.
Luego de infructuosos intentos por establecer contacto con el Papa y en medio de una difícil situación, con Carmen desempleada, leen la noticia de que se estaba buscando una intérprete que cantara en el recibimiento del Papa. Ángel, al darse cuenta de que Carmen tiene una gran aptitud para el canto, consigue convencerla para presentarse a la convocatoria.Por otro lado, Alicia recuerda muy poco sobre su pasado y Carlos la invita a conocer a su mamá, quien la recibe cordialmente en su casa. Mientras tanto, Ángel decide pedirle ayuda a "Don Fulgencio" para componer una canción dirigida al Papa, siendo precisamente Carmen la cantante. Sin embargo, Carmen, al no estar inscrita formalmente en el concurso, fue rechazada. A pesar de las adversidades, el padre de la parroquia en la que se presentaban las concursantes, vio que Carmen tenía un gran talento y consideró la canción como la mejor de todas, de manera que le dio la oportunidad de presentarse. El tiempo pasó y Carmen no recibió la invitación para presentar su acto, debido a que el concurso fue manipulado a favor de otra cantante. No obstante, Ángel decidió indagar y descubrió que todo había sido controlado, se encuentra entonces con el Padre y le pide disculpas por no haber llegado, de manera que Carmen logra presentarse junto a "Don Fulgencio" y es elegida para cantar el 2 de julio, día en el que llega el Papa.
Cuando Carmen estaba lista para cantar ante miles de personas en el templete del Parque El Tunal, al niño se le impide el ingreso, puesto que sólo la cantante podía estar cerca del Papa al momento del homenaje. Pero finalmente, el niño se las arregla, sube al templete y es recibido por el Papa, quien le da un beso en la frente y lo bendice. La madre de Carlos, el médico, prende la televisión justo en el momento en el que se transmitía la visita del Papa a Colombia, de modo que Alicia ve a su hijo y comienza a recordar todo lo sucedido, en ese instante le pide ayuda a Carlos, quien logra comunicarse con la cantante. El film culmina cuando Ángel, ansioso después de tanto tiempo, saluda a su madre por el teléfono.

## Reparto
| Actor                  | Personaje                                    |
| ---------------------- | -------------------------------------------- |
| Andrés García          | Carlos                                       |
| Verónica Castro        | Alicia Rodríguez / Guadalupe                 |
| Carmenza Duque         | Carmen Peralta                               |
| Christopher Lago       | Ángel                                        |
| Isabela Corona         | Mamá de Carlos                               |
| Víctor Hugo Morant     | Fulgencio Alzate                             |
| Nelly Moreno           | Martha Aureola                               |
| José Luis Paniagua     | Marcel Marcel                                |
| Teresa Gutiérrez       | Vendedora de tienda religiosa                |
| José Chávez            | José Chávez Trowe                            |
| Miguel Alfonso Murillo | Mánager de Martha Aureola                    |
| Jairo Alonso Vargas    | Anunciador                                   |
| Rey Vásquez            | Amigo del mánager                            |
| Edgardo Román          | Dueño del restaurante donde trabajaba Carmen |

## Visita de Juan Pablo II a Colombia
- El 3 de julio de 1986, Juan Pablo II arribó al territorio colombiano, mismo día en que se grabó una parte del final de la película, dando un mensaje de paz con motivo de los hechos ocurridos de la tragedia de Armero en que hubo aproximadamente 25.000 muertos donde oró por un instante, estos hechos que ocurrieron el 13 de noviembre de 1985 una semana después del atentado de la toma del Palacio de Justicia además de la crisis de orden público vivido por la violencia de aquel entonces desatada por los narcotraficantes en el país en esa época.[3]